# Oscar Broneer
Oscar Theodore Broneer (geboren am 28. Dezember 1894 in Bäckebo, Schweden; gestorben am 22. Februar 1992 in Korinth, Griechenland) war ein schwedisch-amerikanischer Klassischer Archäologe.
Oscar Broneer war der jüngste Sohn eines schwedischen Landwirts und arbeitete bis 1913 auf der Farm seiner Familie. Zusammen mit seinem Bruder wanderte er 1913 in die Vereinigten Staaten aus. Nach einigen Jahren besuchte er das Augustana College in Rock Island, Illinois, und erwarb einen Master an der University of California, Berkeley. Im Jahr 1927 ging er an die American School of Classical Studies in Athen, an der er Archäologie unterrichtete. Seine eigenen Studien konzentrierten sich auf das Odeon von Korinth – eine Arbeit, für die er 1931 von der Universität Berkeley promoviert wurde – und die Südstoa von Korinth. Während dieser Zeit publizierte er auch die Terrakottalampen aus Korinth und systematisierte als erster diese Fundgattung.
Von 1940 bis 1952 leitete er die American School of Classical Studies und kehrte in dieser Funktion als Angehöriger des Roten Kreuzes unmittelbar nach Ende des Zweiten Weltkriegs nach Griechenland zurück. In dieser Zeit führte er Regie für den Film „Triumph Over Time“, mit dessen Hilfe Sponsorengelder für die American School gesammelt wurden. Die University of Chicago, in deren Auftrag Broneer bereits einige Ausgrabungen in Griechenland durchgeführt hatte, berief ihn 1948 auf den Lehrstuhl für Klassische Archäologie und Klassische Philologie, auf dem er bis 1976 lehrte.
Als die Universität Chicago 1952 ihre Forschungen im antiken Isthmia, dem Austragungsort der Isthmischen Spiele, aufnahm, legte Broneer bereits am ersten Tag der Ausgrabungen die Stufen des isthmischen Poseidontempels frei und entdeckte damit das zentrale Heiligtum dieser panhellenischen Spiele. Ab diesem Jahr übernahm Broneer die Leitung der Ausgrabung, die er bis 1967 innehatte. Während dieser Jahre legte er nicht nur das Tempelareal mit seinem Altar, den umgebenden Bauten und dem römischen Heroon frei, sondern auch das Theater, zwei den Spielen dienende Stadien und die beiden sogenannten Theaterhöhlen, die wohl als Versammlungsstätten und Banketträume von Kultvereinen anzusprechen sind. Die Ergebnisse publizierte er in drei Bänden zwischen 1971 und 1977 zusammen mit einer Reihe weiterer Autoren.
Für seine Verdienste wurde Broneer 1962 der griechische Phönix-Orden verliehen. Das Archaeological Institute of America ehrte ihn 1969 mit der Goldmedaille des Instituts. Die American Academy in Rome vergibt zur Erinnerung an ihn das Oscar Broneer Traveling Fellowship als Griechenlandstipendium für ihre Fellows.

## Schriften (Auswahl)
Eine Bibliographie zu den Werken Oscar Broneers bis 1973 findet sich in: Hesperia. Band 43, 1974, S. 393–400 (PDF).
- Corinth. Results of Excavations. Band 4, Teil 2: Terracotta Lamps. Harvard University Press, Cambridge MA 1930.
- Corinth. Results of Excavations. Band 10: The Odeum. Harvard University Press, Cambridge MA 1932.
- The Lion Monument at Amphipolis. Harvard University Press, Cambridge MA 1941.
- Corinth. Results of Excavations. Band 1, Teil 4: The South Stoa and Its Roman Successors. American School of Classical Studies at Athens, Princeton 1954.
- mit anderen: Isthmia. Band 1: Temple of Poseidon. American School of Classical Studies at Athens, Princeton 1971.
- mit anderen: Isthmia. Band 2: Topography and architecture. American School of Classical Studies at Athens, Princeton 1973.
- mit anderen: Isthmia. Band 3: Terracotta lamps. American School of Classical Studies at Athens, Princeton 1977.